# یوخن دانه‌برگ
یوخن دانه‌برگ (آلمانی: Jochen Danneberg؛ زادهٔ ۹ آوریل ۱۹۵۳) اسکی‌باز پرش اهل آلمان است.